# Station Słutowo
Station Słutowo is een spoorwegstation in de Poolse plaats Słutowo.